# Frank Gotch (médecin)
Pour les articles homonymes, voir Gotch.
Frank A. Gotch, né le 27 août 1926 et mort le 18 février 2017, est un médecin américain connu pour ses travaux sur l'adéquation de la dialyse rénale, avec notamment le développement du Kt/V et du Kt/V standardisé, des indices caractérisant l'épuration de l'urée pendant la séance d'hémodialyse. Il était professeur associé de médecine à l'université de Californie à San Francisco.

## Carrière
Consultant auprès du Renal Research Institute de New York, Frank Gotch a été professeur associé de médecine à l'université de Californie de San Francisco. Frank Gotch a travaillé dans le domaine de la dialyse clinique et de la recherche sur la dialyse, en particulier la quantification de la thérapie, pendant plus de 30 ans. Il a présidé le NIH Hemodialyzer evaluation Study Group qui établit les normes de performance des dialyseurs en 1972 et la National NIH conference on Adequacy of Hemodialysis en 1975. Il a fait partie du comité de planification et été consultant en cinétique pour la National Cooperative Dialysis Study et du comité directeur de l'étude HEMO Il est co-chercheur principal d'une étude coopérative sur les prescriptions de dialyse péritonéale randomisée et les résultats cliniques. Il a publié plus de 100 articles et a fourni à l'industrie des conseils en matière de cinétique de la dialyse et de développement de systèmes de dialyse. Ses intérêts de recherche portaient principalement sur la modélisation de la technologie de dialyse.

### Apport principal de Gotch: le Kt/V
En médecine, Kt/V est un nombre utilisé pour quantifier l'adéquation du traitement par hémodialyse et dialyse péritonéale.
K - clairance de l'urée par le dialyseur

t - temps de dialyse

V - volume de distribution de l'urée, approximativement égal à l'eau corporelle totale du patient.

Dans le contexte de l'hémodialyse, Kt/V est un nombre pseudo-dimensionnel ; il dépend de la concentration avant et après la dialyse. Il ne s'agit pas du produit de K et de t divisé par V, comme ce serait le cas pour un véritable nombre sans dimension. En dialyse péritonéale, il n'est pas du tout sans dimension.
Il a été développé par Frank Gotch et John Sargent en 1985 comme moyen de mesurer la dose de dialyse lorsqu'ils ont analysé les données de la National Cooperative Dialysis Study. En hémodialyse, l'objectif Kt/V de la US National Kidney Foundation est ≥ 1,3, de sorte que l'on peut être sûr que la dose délivrée est d'au moins 1,2. En dialyse péritonéale, l'objectif est ≥ 1,7/semaine.
À ce titre Frank Gotch peut être considéré comme le « père de la modélisation cinétique moderne de la dialyse » et être à l'origine du développement du moniteur de clairance On-Line de la société Fresenius et de la méthodologie Access Flow. Toutefois en 2018, deux auteurs relativisent la formule de Gotch, considérant que la fonction de concentration de Gotch se rapproche du résultat correct pour l'hémodialyse conventionnelle, mais échoue pour d'autres modalités et d'autres conditions.

## Prix et distinctions
En 1996, Frank Gotch obtient le Belding H. Scribner Award, un prix décerné depuis 1995 par la société américaine de néphrologie qui récompense des personnes qui ont contribué à des avancées significatives dans le domaine des soins, de la recherche et de l'éducation en matière de reins, et dont les contributions ont eu un impact considérable sur le secteur.

### Publications
- Publications de Frank Gotch dans Google Scholar.